# Schwarzschildova metrika
Scwarzschildova metrika (Scwarzschildov vakuum, Scwarzschildovo rješenje) je pojam iz Einsteinove teorije opće teorije relativnosti koji označava rješenje Einsteinovih jednadžbi polja. Opisuje gravitacijsko polje izvan sferne mase, uz pretpostavku da električni naboj mase, kutna količina gibanja mase i univerzalna kozmološka konstanta su jednake ništici. Rješenje je korisno zaokruženje za opisivanje sporo rotirajućih astronomskih objekata kao što su mnoge zvijezde i planeti, među njima Zemlja i Sunce. Rješenje se zove prema Karlu Schwarzschildu koji je prvi objavio rješenje 1916. godine.
Prema Birkhoffovom poučku, Schwarzschildova je metrika najopćenitije sferno simetrično, vakuumsko rješenje Einsteinovih jednadžbi polja. Scwarschildova crna rupa ili statična crna rupa je crna rupa koja nema električnog naboja niti kutnu količinu gibanja. Opisuje je Schwarzschilda metrika i ne može je se razlikovati od ikoje druge Schwarzschildove crne rupe osim po njenoj masi.
Karakterizira je sferna površina koja ju okružuje, zvana obzor događaja, koji se nalazi na Schwarzschildovom polumjeru, često zvanom polumjerom crne rupe. Svaka nerotirajuća i nenabijena masa koja je manja od njena Schwarzschildova promjera tvori crnu rupu. Rješenje Einsteinovih jednadžbi polja vrijedi za svaku masu M, tako da u načelu, prema općoj teoriji relativnosti, Schwarzschildova crna rupa bilo koje mase može postojati, ako uvjeti postanu dovoljno povoljni da bi dopustili njeno stvaranje.